# Mount Hinks
Mount Hinks är ett berg i Antarktis. Det ligger i Östantarktis. Australien gör anspråk på området. Toppen på Mount Hinks är 593 meter över havet.
Terrängen runt Mount Hinks är platt åt sydväst, men åt nordost är den kuperad. Trakten är obefolkad. Det finns inga samhällen i närheten.